# 292-я пехотная дивизия (вермахт)
292-я пехотная дивизия (нем. 292. Infanterie-Division) — тактическое соединение сухопутных войск вооружённых сил нацистской Германии периода Второй мировой войны.
Была сформирована 6 февраля 1940 года в Гросс-Борне (Померания). С июня 1940 года на западе, где участвовала в боях на реке Марне у городов Сойли и Три.                                                                                                   С июля в Польше, с июня 1941 на восточном фронте в составе группы арий „Центр“.В 1941 году перешла в распоряжение 4-й армии. 26 июня 1941 года 508-й пехотный полк достиг Беловежской пущи,где был ввязан на несколько дней в лесное сражение с частями Красной армии. В июле-сентябре 1941 года участвовала в боях за город Ельня и окружении советских войск у городов Рославль и Клинзы. А также в битвах под Вязьмой и Брянском. В частности участвовала в битве за Москву и в операции Цитадель. Во время наступления под Москвой была остановлена у сёл Акулово и Никольское.                                                                                                                                                                       В январе 1942 года остатки 292-й, 183-й и 255-й дивизий были вошли в состав группы „Сигер“, и воевали на позициях реки Истра. В конце 1944 года 292-я дивизия в составе 9-й армии оборонялась в районе припятских болот, а позже между реками Буг и Нарев. А после длительных оборонительных боёв и как следствие успешных действий 2-го Белорусского перешла на другой берег реки Нарев. Понесла серьезные потери в Восточно-Прусской операции.
2-го февраля 1945 года она достигла города Гейльсберга (ныне город Лидзбарк-Варминьский, Варминьско-Мазурское воеводство, Польша) где почти был окружён, но продолжал отступать. Вместе с остатками 4-й армии,была окружена в Хайлигенбейльском котле и окончательно уничтожена в феврале 1945 года. После  этого оставшиеся живые были поглощены 170-й пехотной дивизией вермахта, некоторые были эвакуированы через Фришес-Хафф. 4 апреля 1945 расформирована.

## Боевой путь дивизии
В июне 1940 года участвовала в боях у городов Сойли и Три;
26 июня 1941 года дивизия вела бой с частями Красной армии в Беловежской пуще;
В июле-сентябре 1941 года участвовала в боях за город Ельня;
Принимала участие в окружении советских войск у городов Рославль и Клинзы;
Участвовала в боях под Вязьмой и Брянском;
Участвовала в битве за Москву и операции Цитадель;
В январе 1942 года воевала на позициях реки Истра.

## Состав
- 507-й пехотный полк;
- 508-й пехотный полк;
- 509-й пехотный полк (до 31.10.1941 и с 21.03.1944);
- 292-й артиллерийский полк.

## Командиры
- с 6 февраля 1940 года — генерал-лейтенант Мартин Демель
- с 29 сентября 1941 года — генерал-лейтенант Вилли Зеегер (Willy Seeger)
- с августа 1942 года — генерал-лейтенант Вольфганг фон Клюге (Wolfgang von Kluge)
- с 20 июля 1943 года — генерал-лейтенант Рихард Йон (Richard John)
- с 30 июня 1944 года — генерал-майор Иоганн Гиттнер (Johannes Gittner)
- с октября 1944 года — генерал-лейтенант Рудольф Райхарт (Rudolf Reichert)